# Barrie
Barrie è una città del Canada situata nella regione meridionale della provincia dell'Ontario, adagiata sulle sponde del lago Simcoe nella baia di Kempenfelt, 65 km a nord di Toronto.
Al censimento del 2006 possedeva una popolazione di 128.430 abitanti, ponendola al 35º posto delle città più abitate in Canada. Dati ricevuti dal censimento del 2006 indicano che la Barrie Metropolitan area, con 177.061 abitanti, è al 21º posto per popolazione ed è una delle aree che crescono più velocemente in Canada. La città è capoluogo della contea di Simcoe ma la municipalità è politicamente separata.
È situata nella Greater Golden Horseshoe, l'area più densamente popolata del Canada.